# Хорсшу-Бенд (Колорадо)
Хо́рсшу-Бе́нд (англ. Horseshoe Bend) — подковообразный меандр реки Колорадо на территории национальной зоны отдыха каньона Глен (англ. Glen Canyon National Recreation Area). Благодаря своей живописности, симметричной форме и относительно лёгкой доступности, является популярным туристическим объектом. Расположена в километре западнее дороги 89 приблизительно в трёх с половиной километрах к югу-западу от города Пейдж в Аризоне.